# The Light (Juice Wrld)
The Light è un singolo del rapper statunitense Juice Wrld, pubblicato il 23 marzo 2023 dalle etichette Interscope Records e Grade A Productions.

## Antefatti
The Light è stato presentato per la prima volta da Gezin nel giugno 2020, sei mesi dopo la morte di Juice Wrld; tuttavia, dopo due mesi, l'intero brano fu diffuso online illegalmente dai fan. Il brano viene ufficialmente pubblicato il 23 marzo 2023 come parte della colonna sonora del videogioco MLB The Show 23.

## Classifiche

### Classifiche settimanali
| Classifica (2023) | Posizione massima |
| ----------------- | ----------------- |
| Canada            | 89                |
| Nuova Zelanda     | 12                |
| Regno Unito       | 40                |
| Stati Uniti       | 86                |